# Ginsheimer Altrhein
Der Ginsheimer Altrhein, in früheren Zeiten Langenauer Rhein bzw. Der kleine Rhein genannt, ist ein 6,3 Kilometer langer rechtsrheinischer Altrheinarm zwischen der Nackenheimer Schwelle und der Mainmündung. Er ist Teil des FFH-Gebiets Ginsheimer Altrhein und des Vogelschutzgebietes Mainmündung und Ginsheimer Altrhein. Das FFH-Gebiet Grünland im Bereich der Herrenwiese nordwestlich Astheim und das Naturschutzgebiet Auenwald Hohenaue grenzen östlich an den Rheinarm.
Der Altrhein zweigt bei Rheinkilometer 487,0 gegenüber den Nackenheimer Inseln Kisselwörth und Sändchen vom Rhein ab. Der Zugang selbst ist durch ein Leitwerk verschlossen, welches vom unteren Ende her umströmt wird, so dass das Wasser den eigentlichen Trenndamm zum Rhein von Norden her erreicht. Durch den auch als Zufahrtsstraße zur Langenau dienenden Damm wurden ursprünglich zwei Röhren gelegt, um Wasser aus dem Rhein in den Altrheinarm zu leiten. Später erfolgte weiter oben der Bau eines Durchlasses, um den Altrheinarm mit einer größeren Menge Wasser zu versorgen. Das Gefälle am Damm beträgt etwa 50 cm.
Der Altrhein windet sich auf den ersten zwei Kilometern in mehreren weiten Bögen parallel zum Rhein, bis er sich in einer langen Geraden von diesem entfernt und nach fünf Kilometern den Ort Ginsheim erreicht. Von hier aus geht es gradlinig wieder zum Hauptstrom zurück, welcher einen halben Kilometer oberhalb der Weisenauer Brücke bei Rheinkilometer 492,9 erreicht wird. Der Ginsheimer Altrhein steht oberhalb der Ortschaft Ginsheim unter Naturschutz. Darüber hinaus ist der Altrhein jeweils ab 15. April für zwei Monate wegen der Brutzeit auch für alle anderen Wasserfahrzeuge gesperrt.
Insbesondere auf den ersten zwei Kilometern neigt der Altrhein zur Verlandung und fällt bei Niedrigwasser bis auf die Hauptstromrinne trocken. Ab Ginsheim ist er hingegen künstlich vertieft und auch bei Niedrigwasser für Motorboote befahrbar, auf dem unteren Stück zwischen dem Anleger in Ginsheim und dem Rhein auch für größere Schiffe. Dies wird selten von Fahrgastschiffen genutzt, welche den Ginsheimer Anleger ansteuern.
In Ginsheim befindet sich ein Kanusportverein und eine Motorbootmarina am Altrhein. Zusätzlich verbindet im Ortszentrum die Seilfähre Johanna das Festland mit der Nonnenaue.

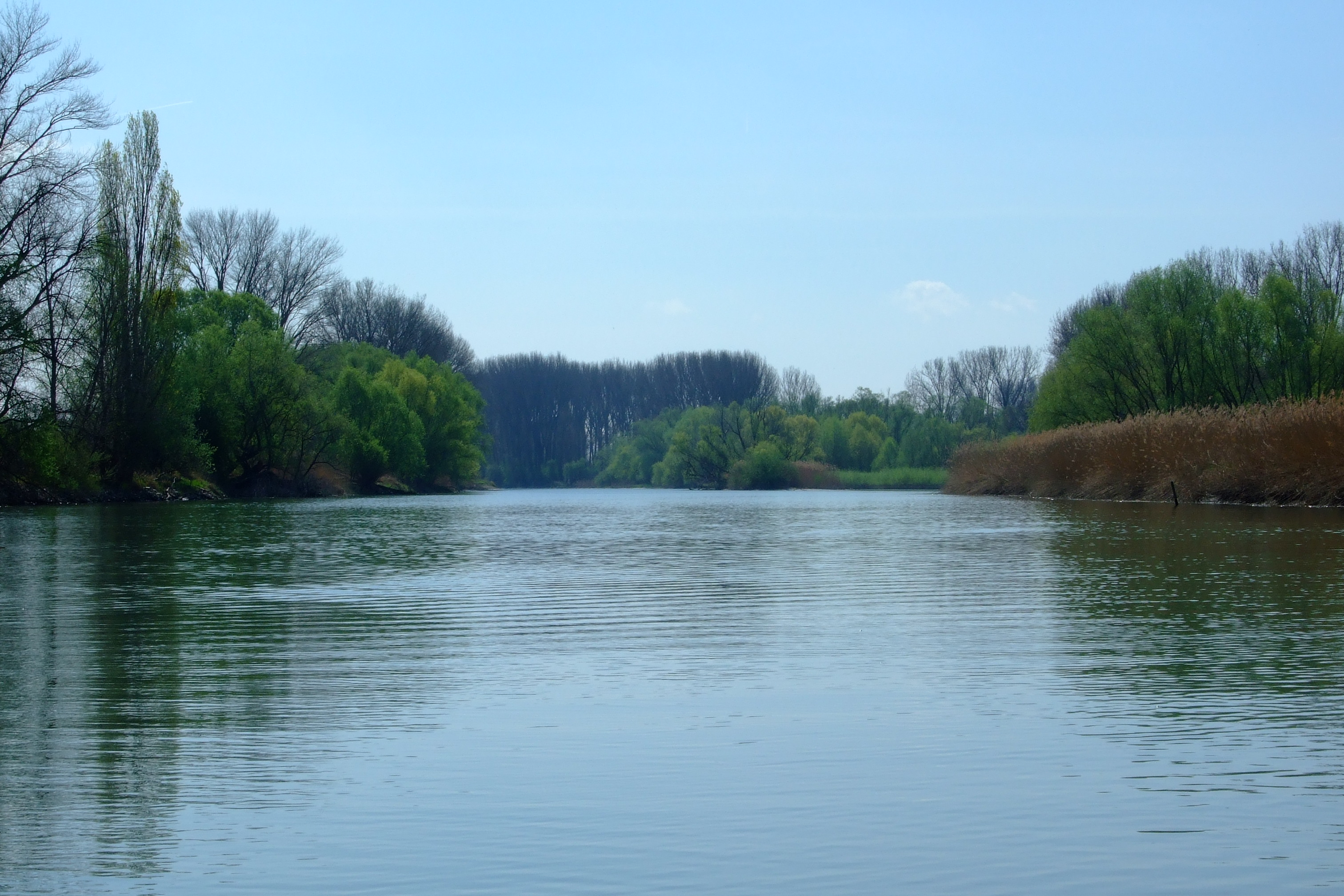
Der mittlere Teil mit der Insel

Im Ginsheimer Altrhein existieren zwei kleine Inseln; die obere befindet sich direkt unterhalb des Dammes, die zweite etwa zwei Kilometer weiter stromabwärts. Die Strömung ist auf dem ersten Kilometer gering, weiter unten hingegen kaum mehr zu bemerken. Insbesondere das inselseitige Ufer ist naturnah und mit ausgedehnten Weidenbeständen sowie teilweise Schilfgürteln bewachsen. Das landseitige Ufer ist im mittleren Bereich teilweise mit Wasserbausteinen befestigt.
Etwa mittig am Ostufer lag im Mittelalter die Böhmische Burg Astheim. Zu Hochzeiten vom Mittelalter bis ins 19. Jahrhundert arbeiteten im Bereich Ginsheim bis zu 21 Schiffmühlen.
Im oberen Drittel mündeten früher mehrere Entwässerungsgräben aus dem Hessischen Ried in den Altrhein, was bis heute an den Ruinen eines Pumpwerkes einen Kilometer unterhalb des Dammes zu erkennen ist. Heute werden diese Gräben an einem neuen Pumpwerk auf Höhe der zweiten Insel in den Altrhein geleitet. Direkt am Anfang der Bebauung von Ginsheim mündet der Schwarzbach als einziger größerer Zufluss in den Ginsheimer Altrhein. Da dieser das ganze Gebiet von südlich Frankfurt und Offenbach bis Darmstadt entwässert, hat der Altrhein ein relativ großes Einzugsgebiet und übernimmt unterhalb der Schwarzbachmündung dessen Gewässerkennzahl.
Die durch den Altrhein und dem Hauptstrom gebildete Insel trägt im südlichen Teil den Namen Langenau, im nördlichen Teil heißt sie Nonnenaue.
Im Rheinarm sind wieder viele Fischarten heimisch geworden, unter anderem Europäischer Aal, Barsch, Brachsen, Döbel, Hecht, Karausche, Karpfen, Rapfen, Rotauge, Rotfeder, Schleie, Wels und Zander.